# 埃迪瓦尔多·马丁斯·达·丰塞卡
埃迪瓦尔多·马丁斯·达·丰塞卡（葡萄牙語：Edivaldo Martíns da Fonseca，1962年4月13日—1993年1月13日）是一名巴西足球运动员，生前司职前锋。
他曾代表巴西国家足球队出場三次，但是没有进球，不過他還是進入了1986年國際足協世界盃的大名单中。1993年，他因車禍去世，享年30岁。